# Essipit
Cet article concerne la réserve indienne. Pour la Première Nation, voir Innue Essipit.
Essipit, dont le nom officiel est Innue Essipit, est une réserve autochtone innus de 0,8 km2 située sur la Côte-Nord, dans la province de Québec, au Canada. Elle est l’une des neuf communautés innues du Québec, à ne pas confondre avec les Inuits. Sise en bordure du fleuve Saint-Laurent, Essipit, qui signifie « rivière aux coquillages », est enclavée par la municipalité des Escoumins et fait partie de la municipalité régionale de comté (MRC) de la Haute-Côte-Nord. Les membres de la Première Nation des Innus Essipit, les Essipiunnuat, ont mis en place un système communautaire inspiré des traditions ancestrales en plus de développer une économie fondée essentiellement sur le secteur récréotouristique.

## Histoire

### Les Innus du Québec
Les Innus, autrefois appelés Montagnais, appartiennent à la famille linguistique algonquienne dont font également partie, au Québec, les Abénaquis, les Anishnaabe (Algonquins), les Etchemins (Malécites), les Micmacs, les Cris, les Attikamekws et les Naskapis. La présence amérindienne sur la Côte-Nord remonte à environ 9 000 AA. Traditionnellement semi-nomades et chasseurs-cueilleurs, les Innus se rassemblaient l’été sur les rives du Saint-Laurent et des principaux cours d’eau du territoire pour commercer, échanger, participer à des festins, conclure des unions, etc. L’automne venu, ils regagnaient l’intérieur des terres en bandes familiales plus réduites pour rejoindre leurs territoires de chasse et de trappe. Pendant des siècles, l’embouchure du Saguenay a été le point de rencontre des différentes nations autochtones venues commercer avec les Innus. Ces derniers utilisaient et contrôlaient des axes de circulation qui permettaient de se déplacer à l’intérieur des terres. À la période du contact avec les Européens, les Innus occupaient un vaste territoire s’étendant de la Basse-Côte-Nord à la rivière Batiscan en passant par la région de Québec. Ils circulaient également jusqu’au nord des bassins versants des rivières se déversant dans le fleuve et le golfe Saint-Laurent.

### Nitassinan
D’ouest en est de la rivière Saguenay à la rivière Portneuf, on retrouve sur le nitassinan (territoire traditionnel) des Essipiunnuat, près de 90 sites archéologiques, tant préhistoriques qu’historiques, qui témoignent de l’occupation continue des premiers Amérindiens et des ancêtres des Innus actuels. À ce titre, le plus ancien site archéologique du nitassinan des Essipiunnuat se trouve au Cap-de-Bon-Désir et date de l’Archaïque ancien, soit 8 000 AA. Le nitassinan des Essipiunnuat, qui se trouve à la confluence des grands axes de circulation à l’embouchure du Saguenay, a été le théâtre de nombreuses scènes de rencontres, d’échanges, de commerce et d’alliances entre différentes nations amérindiennes puis européennes. Il a également été un lieu de confrontation, d’abord avec d’autres nations autochtones, tels que les Iroquoiens du Saint-Laurent, puis avec les Français et les Anglais venus coloniser le territoire. 

### La Grande-alliance
C’est sur la rive sud-ouest de l’embouchure du Saguenay, à la Pointe-aux-Alouettes, près de Baie-Sainte-Catherine, qu’a eu lieu le premier pacte d’alliance franco-amérindienne au Canada, appelé le traité de la Grande Alliance. Accompagné de François Gravé du Pont, Samuel de Champlain y rencontre, le 27 mai 1603, le grand Sagamo des Innus, Anadabijou, qui célébrait alors avec ses alliés, les Anishnaabe (Algonquins) et les Etchemins (Malécites), une récente victoire sur les Iroquois. Cette alliance militaire et économique a été déterminante pour l’établissement de la colonie française de Nouvelle-France. Sans la permission des Innus, Champlain n’aurait pu, cinq ans plus tard, s’établir à Québec. Bien que la Grande Alliance ne cédait en aucun cas un droit de propriété aux Français, Champlain et les siens s’imposeront rapidement comme les nouveaux souverains de tout le Nitassinan des Innus.[réf. nécessaire]

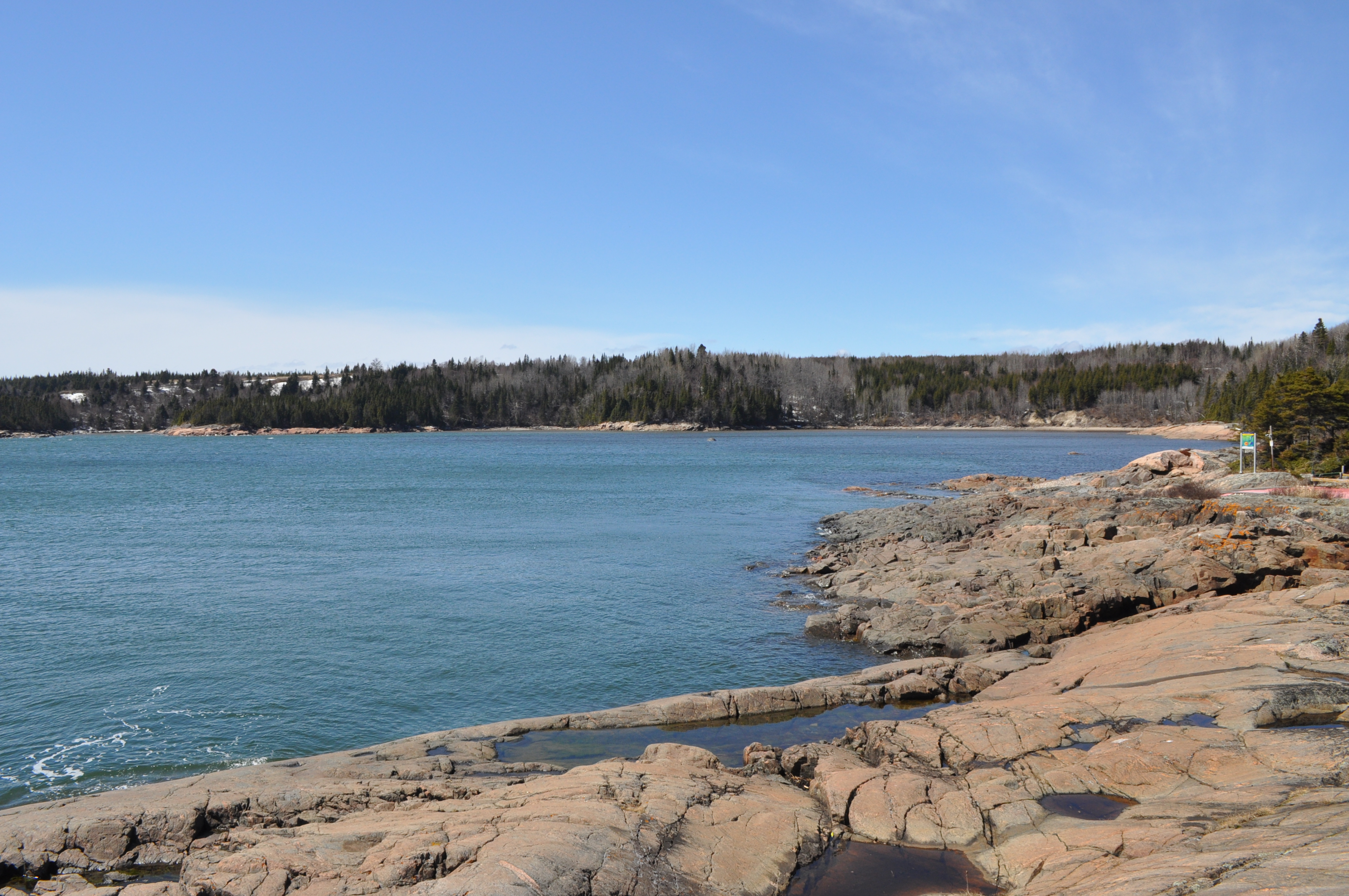
L'anse Pipounapi, à Cap-de-Bon-Désir

### Création du Domaine du Roy
En 1652, à la suite de la création du Domaine du Roy, les Innus deviennent les principaux fournisseurs des postes de traite, notamment celui de Tadoussac, et intègrent le commerce des fourrures à leurs activités traditionnelles dans le Nitassinan. Au début du 18e siècle, les activités et les besoins de la traite se diversifient et les ancêtres des Essipiunnuat intensifient leur exploitation des ressources marines en faisant la chasse au loup-marin et la pêche au saumon. Ces derniers prolongent ainsi leur séjour sur la côte en chassant au cours de l’hiver. Vers 1725, le poste de traite de Bon-Désir, appelé Pipounapi par les Essipiunnuat, génère à lui seul environ 600 peaux de loup-marin et 90 barils d’huile.

### Début de la colonisation
Un siècle après la conquête de la Nouvelle-France par l’Angleterre, les Essipiunnuat occupent toujours leur Nitassinan, alors que diminuent, dans l’arrière-pays, les captures d’animaux à fourrure et que fléchit le marché des pelleteries. Les Essipiunnuat deviennent de plus en plus dépendants des ressources que leur procurent le fleuve Saint-Laurent et la rivière des Escoumins. En 1842, avec l’abolition du monopole de la Compagnie de la Baie d’Hudson par le gouvernement, les Essipiunnuat se voient contester le Nitassinan par la colonisation, l’industrie forestière et l’établissement de clubs privés de chasse et de pêche. En 1843, l’arrivée des colons se conjugue avec la multiplication des demandes de lots agricoles et de parterres forestiers. Peu à peu, les terres du littoral sont occupées par des colons-pêcheurs, notamment les zones les plus propices à la chasse au loup-marin fréquentées par les Innus depuis des générations. Rapidement, le peuplement est suffisamment important pour justifier l’érection d’une première paroisse consacrée à Saint-Marcellin[Quoi ?]. Face à cette appropriation de leur territoire, les Essipiunnuat tentent de s’organiser, mais il est déjà trop tard : les pétitions transmises au gouverneur demandant la préservation des droits innus et la reconnaissance de leur souveraineté sur nitassinan et la visite d’une délégation d’Innus à Montréal en 1847, composée notamment de trois chefs et d’interprètes, n’ont aucun effet.

### Création de la réserve
En 1850, les colons sont bien installés sur le territoire et le village des Escoumins prend son essor, emporté par cette vague qu’est l’industrie forestière. Une scierie est en activité depuis quelques années et la population compte maintenant 287 habitants. Bien qu’encore peu nombreux, la présence des colons entraîne le retrait forcé des Essipiunnuat de la Pointe-à-la-Croix, une bande de terre à l’est de la baie des Escoumins qu’ils occupent depuis des siècles. Le gouvernement entreprend alors de relocaliser les Essipiunnuat dans la réserve de Pessamit (anciennement Betsiamites), située à plus de 100 km à l’est de leur territoire actuel. Cette stratégie ayant échoué, on assiste, en 1892, à la création d’une réserve de 0,4 km2 sur la pointe des Escoumins, où devait s’achever « l’œuvre de civilisation » entreprise par les gouvernements et le clergé.

### Les Essipiunnuat aujourd’hui: renouveau et développement
Établis dans une réserve aux dimensions restreintes, exclus de leur territoire où ils ne peuvent plus pratiquer leur mode de vie traditionnel, envoyés dans les pensionnats : les Essipiunnuat connaissent à ce moment un lent déclin socioéconomique et démographique qui perdura jusqu’aux années 1970.[réf. nécessaire] Puis, au début des années 1980, avec à sa tête un jeune conseil de bande axé vers le partage du patrimoine collectif dans une perspective d’amélioration du mieux-être des Essipiunnuat, la communauté s’engage résolument sur la voie du développement socioéconomique. Les Essipiunnuat commencent alors à rejeter toute forme d’exclusion et de dépendance envers les gouvernements fédéral et provincial.[réf. nécessaire]

### Prise en charge
En 1977, la construction de la salle communautaire, un bâtiment modeste qui sera inauguré un an plus tard, marque le coup d’envoi du renouveau des Essipiunnuat. Ce projet, qui fait revivre l’esprit communautaire des Innus, émane d’un groupe de jeunes étudiants fraîchement diplômés des cégeps et universités. Au cours des années subséquentes, la communauté se dote d’infrastructures de loisirs, renoue avec l’artisanat, met sur pied un corps de police, une radio communautaire et amorce la construction de bureaux administratifs. L’approche communautaire, inspirée des traditions ancestrales, permettra aux Essipiunnuat de mettre progressivement en place une économie diversifiée, mais essentiellement fondée sur le secteur récréotouristique.[réf. nécessaire]

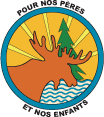

### Développement économique
En 1981, les Essipiunnuat adoptent un nouveau logo et la devise « Pour nos pères et nos enfants » qui guide leurs actions depuis. Au cours des décennies 1980 et 1990, le conseil de bande acquiert six pourvoiries et développe différents types d’hébergement touristique sur son territoire et aux alentours (chalets, condos et campings). En 1993, le conseil se lance dans l’industrie des croisières aux baleines, aventure qui se poursuit toujours de nos jours. Entre 1996 et 2006, Essipit obtient des quotas pour la pêche au crabe et au turbot à bord de deux bateaux, le Leo et le Jimmy S. Suivront ensuite des investissements dans une usine de transformation et un partenariat pour l’opération d’une poissonnerie. Parallèlement, des négociations sont entamées avec les gouvernements pour l’agrandissement de la réserve. Ces dernières se concluront par l’ajout de 0,4 km2 de terres à la superficie déjà occupée. La communauté continue la diversification de son économie et se lance dans la pêche aux oursins avant d’acheter, en 2014-2015, des parts dans une entreprise de kayak de mer.

## Développement social et culturel

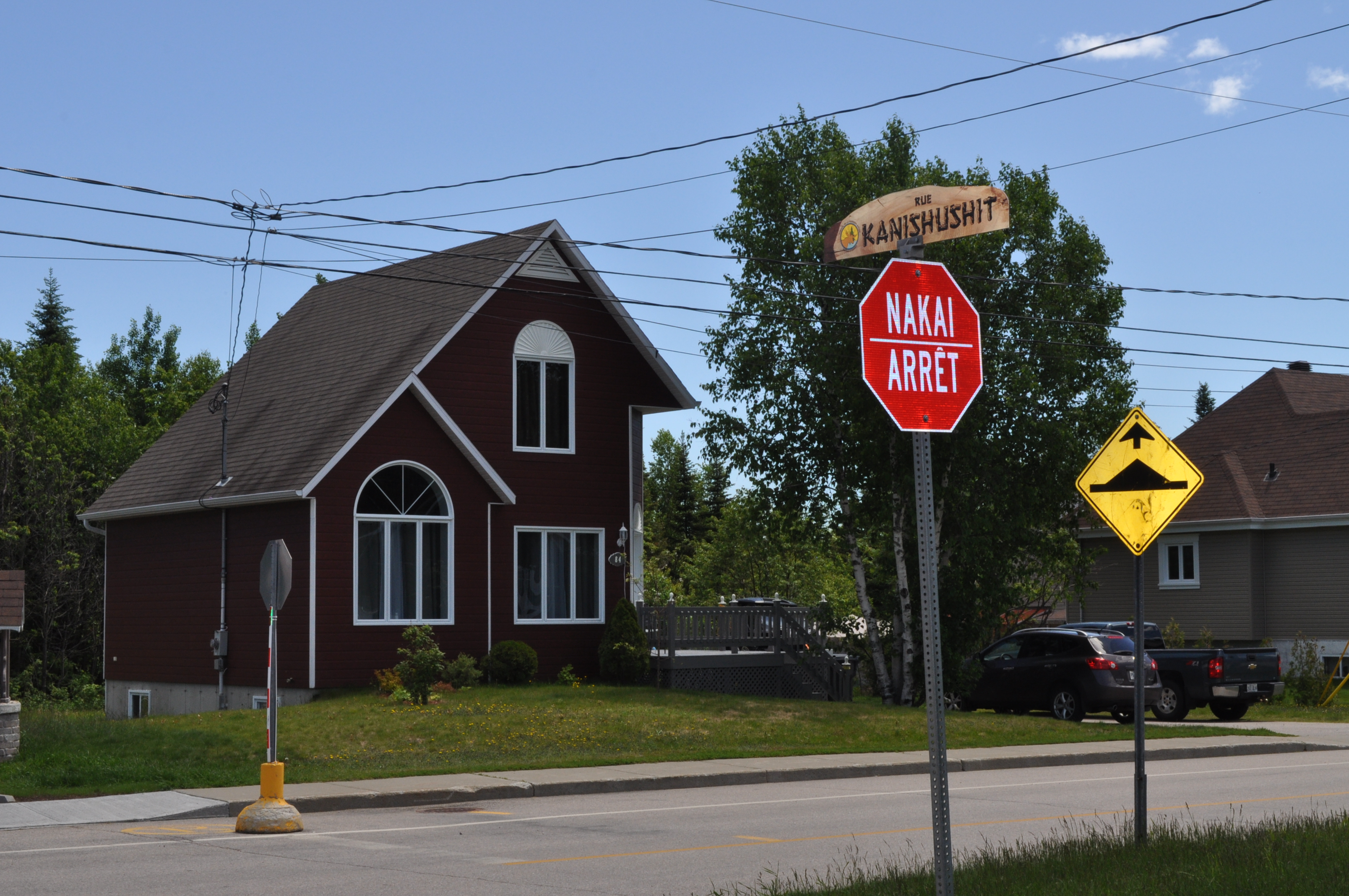
Nouvelle signalisation en innu-aimun à Essipit

Au début des années 1980, les Essipiunnuat renouent avec leurs traditions tout en regardant vers l’avenir. À cette époque, une prise en charge importante a lieu en matière de développement social et culturel. Cette prise en charge a été rendue possible notamment par une volonté politique manifeste et l’embauche d’un directeur de l’éducation et de la culture. En 1980, des cours d’artisanat sont offerts dans la communauté, permettant un retour aux savoirs ancestraux. En 1982, des cours de langue, d’histoire et de culture sont dispensés aux jeunes et une première sortie culturelle hivernale a lieu en territoire, favorisant la réappropriation des traditions ancestrales de chasse, de pêche et de piégeage. D’autres sorties sont organisées depuis pour les jeunes, qui participent à la chasse au caribou ou à l’orignal, mais également pour les aînés. En 1993, la communauté entame un processus de réappropriation culturelle et adopte l’appellation Essipit.  Cette nouvelle dénomination remplacera les termes Indiens des Escoumins ou Montagnais, puis évoluera jusqu’à l’appellation Première Nation des Innus Essipit toujours en usage aujourd’hui. Les Essipiunnuat poursuivent leur réappropriation culturelle dans les décennies 2000 et 2010 et multiplient les rapprochements communautaires : retour des Makushan (repas festifs communautaires) de crabe et d’orignal, de la chasse communautaire, poursuite des cours d’artisanat, mise à jour de la bibliothèque éducative et culturelle, embauche d’un animateur en éducation et culture, construction du site Manakashun, un lieu d’échanges culturels, etc. En 2013, l’affirmation culturelle des Essipiunnuat s’accentue par la mise en place d’une nouvelle identification visuelle au sein de la réserve (noms des sites, bâtiments et rues en innu-aimun, installation de capteurs de rêves). Depuis quelques années, la communauté mise également sur la recherche et l’acquisition de connaissances sur son patrimoine, sa culture et son histoire. Des recherches sur la généalogie et la toponymie ont eu lieu en ce sens. En 2014, des fouilles ont été effectuées sur l’innu-assi (territoire en pleine propriété) afin d’évaluer son potentiel archéologique. D’autres fouilles ont également eu lieu en 2015 et 2016.

## Géographie
La réserve est enclavée dans la municipalité des Escoumins.

## Organisation

### Conseil de bande
Le Conseil de la Première Nation des Innus Essipit est composé d’un chef et de trois conseillers. Ces derniers sont élus tous les deux ans, en alternance, afin de favoriser la stabilité et d’assurer une meilleure continuité des affaires de la Première Nation. Le Conseil est un gouvernement local (Innu-tshishe-utshimau) soumis, comme tous les autres Conseils de bande, aux préceptes de la Loi sur les Indiens promulguée et appliquée par le gouvernement fédéral canadien. Il a pour tâche d’exercer les responsabilités qui lui sont dévolues par cette loi datant de 1876, sur le territoire de la réserve. Il exerce également une certaine autorité sur son territoire traditionnel, le nitassinan, en vertu des droits ancestraux et du titre aborigène des Essipiunnuat. Cette autorité se manifeste particulièrement en matière d’innu-aitun (les activités traditionnelles) et implique une participation à la gestion du territoire, des ressources naturelles et de l’environnement. Le statut d’un Conseil de bande, tel que défini par la Loi sur les Indiens, est différent de celui d’un conseil municipal dont le rôle premier consiste à procurer des services à ses citoyens. Le mandat du Conseil de bande est plutôt de prendre en charge toutes les facettes et tous les aspects de la vie communautaire, incluant le développement économique de la communauté.

### Système communautaire
À la fin des années 1970, les Essipiunnuat se relèvent d’un long déclin socioéconomique occasionné notamment par l’accaparement de leurs terres et la mise en réserve. Au début des années 1980, rejetant peu à peu toute forme d’exclusion et désireux de s’émanciper, ils mettent progressivement sur pied un système communautaire inspiré de leurs traditions ancestrales. Ce système a pour base une philosophie de développement communautaire axée sur le mieux-être collectif et la création d’emplois dans des domaines propices au maintien et à l’évolution des valeurs traditionnelles de la communauté. Concernant le système communautaire d’Essipit, l’anthropologue Paul Charest a indiqué, dans un texte intitulé « Le récréotourisme : moteur du développement communautaire à Essipit » : « D’une part, la forme de développement local est capitaliste parce que les gestionnaires font des choix d’investissements en fonction de la rentabilité économique et de la réalisation de surplus à réinvestir dans d’autres projets […]. D’autre part, il y a aussi un caractère socialiste ou plutôt social parce que des choix sont aussi faits en fonction du mieux-être des membres de la communauté, par exemple : la création et le maintien des emplois; la volonté que les emplois saisonniers soient de durée suffisamment longue pour permettre la prestation de l’assurance-emploi, même si elle dépasse les besoins stricts de l’entreprise; la contribution des profits d’entreprise à la mise en place d’équipements et de services collectifs ». En somme, le système communautaire des Essipiunnuat s’articule en fonction des considérations suivantes : affirmation de la culture et des activités traditionnelles, reconnaissance et défense des droits ancestraux, reconnaissance et défense du patrimoine naturel et de l’environnement, partage des expériences et des connaissances, maintien du lien intrinsèque avec le nitassinan et utilisation des richesses naturelles dans un contexte de développement durable.

### Les chefs et conseillers
| Chefs             | Mandat     | Conseillers                                           |
| ----------------- | ---------- | ----------------------------------------------------- |
| Léon Dominique    | Avant 1834 | ?                                                     |
| Joseph Moreau     | 1834       | ?                                                     |
| Joseph Ross       | ?          | ?                                                     |
| Paul Ross         | 1904       | ?                                                     |
| Jos-Pierre Moreau | 1926-1946  | ?                                                     |
| Joseph Ross       | 1950-1957  | ?                                                     |
| Laurent Ross      | 1957-1979  | ?                                                     |
| Denis Ross        | 1979-1981  | Jacques Ross Jean-Noël Ross Réginald Ross             |
| Denis Ross        | 1981-1983  | Jean-Noël Ross Julien Ross Bertrand Moreau            |
| Denis Ross        | 1983-1985  | Julien Ross Jean-Noël Ross Bertrand Moreau            |
| Denis Ross        | 1985-1986  | Jean-Noël Ross Marcel Ross Jacques Ross               |
| Denis Ross        | 1986-1988  | Marcel Ross Jean-Yves Moreau Jean-Paul Ross           |
| Denis Ross        | 1988-1989  | Marcel Ross Jean-Yves Moreau Jean-Paul Ross           |
| Denis Ross        | 1989-1992  | Marcel Ross Jean-Yves Moreau Jean-Paul Ross           |
| Denis Ross        | 1992-1994  | Marcel Ross Jean-Yves Moreau Jean-Paul Ross           |
| Denis Ross        | 1994-1996  | Sylvain Ross Marc Genest Jean-Yves Moreau             |
| Denis Ross        | 1996-1998  | Sylvain Ross Marc Genest Jean-Yves Moreau             |
| Denis Ross        | 1998-2000  | Denis Chamberland Jean-Yves Moreau Céline Ross        |
| Denis Ross        | 2000-2002  | Denis Chamberland Jean-Yves Moreau Céline Ross        |
| Denis Ross        | 2002-2004  | Denis Chamberland Jean-Yves Moreau Céline Ross        |
| Denis Ross        | 2004-2006  | Denis Chamberland Jean-Yves Moreau Céline Ross        |
| Denis Ross        | 2006-2008  | Denis Chamberland Jean-Pierre Gagnon Jean-Yves Moreau |
| Denis Ross        | 2008-2010  | Denis Chamberland Jean-Pierre Gagnon Jean-Yves Moreau |
| Denis Ross        | 2010-2012  | Dario Tremblay Martin Dufour Jean-Yves Moreau         |
| Martin Dufour     | 2012-2014  | Kim Moreau Jean-Yves Moreau Gilles Ross               |
| Martin Dufour     | 2014-2016  | Kim Moreau Gilles Ross Jean-Yves Moreau               |
| Martin Dufour     | 2016-2018  | Kim Moreau David Ross Gilles Ross                     |
| Martin Dufour     | 2018-2021* | Kim Moreau David Ross Catherine Moreau-Tremblay       |
| Martin Dufour     | 2021-2022  | Kim Moreau David Ross Catherine Moreau-Tremblay       |
| Martin Dufour     | 2022-2023  | Kim Moreau David Ross Jean-François Boulianne         |

*En raison de la pandémie de coronavirus, les élections prévues en 2020 ont été reportées en 2021.

## Démographie

### Membres sur réserve
En 1861, le premier recensement effectué par le gouvernement du Canada dénombre 127 « Indiens » aux Escoumins répartis en 23 familles. Cette population a plus du tiers de ses membres qui ont moins de dix ans et les deux tiers moins de vingt ans. Malgré une croissance naturelle élevée, les Essipiunnuat vivent une baisse démographique importante : les 127 personnes recensées en 1861 ne sont plus qu’une cinquantaine vingt ans plus tard. Cette chute s’explique notamment par l’exode des familles vers la nouvelle réserve de Betsiamites où se sont installés les pères Oblats et la concurrence directe des colons dans les zones de chasse au loup-marin et les territoires de trappe. Il faut attendre le milieu des années 1930, alors que la communauté ne compte plus qu’une vingtaine de membres sur la réserve, pour que la courbe démographique cesse de décroître. Quarante ans plus tard, en 1976, les Essipiunnuat sont près de 130 à demeurer sur la réserve au moment où s’amorce leur renouveau socioéconomique. Depuis, la population n’a cessé de croître, principalement en raison des nouveaux membres issus des projets de Loi C-31 et C-3. En 2015, les Essipiunnuat étaient 215 à demeurer sur la réserve.

### Projet de loi C-31
Avant même l’établissement de la Loi sur les Indiens en 1876, les lois canadiennes fixaient déjà les règles établissant qui le gouvernement reconnaissait à titre d’Indien. Avant 1985, les règles d’inscription favorisaient les hommes : une Indienne qui épousait un Allochtone perdait son statut et ses enfants ne pouvaient l’obtenir. Toutefois, un Indien qui épousait une Allochtone conservait son statut, et son épouse et ses enfants l’obtenaient. En 1982, l’adoption de la Charte canadienne des droits et libertés, qui exigeait du gouvernement fédéral l’élimination de toute discrimination basée sur le sexe dans ses lois, a entraîné l’adoption du projet de Loi C-31. Avec C-31, plus personne ne perdrait ou ne gagnerait à l’avenir un statut d’Indien par mariage. Les femmes et les enfants discriminés auparavant par le Registre sont devenus admissibles à l’inscription et ont pu recouvrir leur statut d’Indien. Au Québec, plus de 2 000 Innus se sont prévalus de cette loi, soit près de 25 % des effectifs globaux en 1992. Chez les Essipiunnuat, où les mariages mixtes sont plus nombreux, ce pourcentage s’élève à 44,8 % de la population pour la même année, soit 161 personnes sur 359 Indiens inscrits. Au total, entre 1985 et 2016, 344 Essipiunnuat se sont prévalus de leur droit. Ces membres ont donné une nouvelle impulsion à la population, la faisant passer de 150 personnes en 1985 à un peu plus de 350 en moins de dix ans.

### Jugement McIvor et projet de Loi C-3
Les dispositions de la Loi C-31 se sont vite avérées insuffisantes : si la loi corrige et redonne le statut d’Indien aux femmes mariées à un Allochtone avant 1985, elle en réserve toutefois les effets à une seule génération de sa descendance. Ainsi, les petites-filles des femmes ayant recouvré leur statut d’Indienne perdront le leur si elles épousent des Allochtones. En somme, la Loi C-31 a repoussé la discrimination basée sur le sexe à une autre génération. À la suite d’une poursuite civile intentée par Sharon McIvor et son fils, le gouvernement du Canada a déposé le 11 mars 2010 le projet de Loi C-3 pour accroître l'équité entre les sexes dans les dispositions relatives à l'inscription de la Loi sur les Indiens. Ce projet assurait que les petits-enfants de femmes qui ont perdu leur statut d’Indienne sont désormais admissibles à l’inscription au Registre des Indiens. Chez les Essipiunnuat, le jugement McIvor a redonné leur statut à plus de 300 personnes entre 2010 et 2016.

### Population sur réserve 1900-1969[17]
| Année | Total |
| ----- | ----- |
| 1900  | 40    |
| 1905  | 43    |
| 1909  | 41    |
| 1913  | 43    |
| 1917  | 48    |
| 1924  | 28    |
| 1929  | 35    |
| 1934  | 21    |
| 1939  | 30    |
| 1944  | 44    |
| 1949  | 75    |
| 1954  | 78    |
| 1959  | 86    |
| 1964  | 94    |
| 1969  | 106   |

### Population 1972-2023
| Année | Membres sur réserve | Membres hors réserve | Total |
| ----- | ------------------- | -------------------- | ----- |
| 1972  | 101                 | 14                   | 115   |
| 1976  | 93                  | 36                   | 129   |
| 1980  | 112                 | 28                   | 140   |
| 1984  | 113                 | 30                   | 143   |
| 1988  | 177                 | 158                  | 335   |
| 1992  | 175                 | 184                  | 359   |
| 1995  | 187                 | 182                  | 369   |
| 1999  | 181                 | 198                  | 379   |
| 2003  | 175                 | 215                  | 390   |
| 2007  | 179                 | 237                  | 416   |
| 2011  | 182                 | 302                  | 484   |
| 2015  | 215                 | 514                  | 729   |
| 2017  | 212                 | 543                  | 755   |
| 2020  | 216                 | 670                  | 886   |
| 2022  | 242                 | 997                  | 1239  |
| 2023  | 250                 | 1173                 | 1423  |

Source : AADNC / Gouvernement du Canada

### Langue
Depuis le début du XXe siècle, en raison de la colonisation du territoire, de la mise en réserve et des pensionnats autochtones, la principale langue parlée par les Essipiunnuat est le français. La langue innue, l’innu-aimun, est cependant enseignée aux jeunes Essipiunnuat de la maternelle à la sixième année depuis les années 1980. Des cours d’innu-aimun sont également offerts périodiquement aux adultes. En 2011, sur une population de 270 habitants, Essipit comptait 100 % de francophones.

## Économie

### Les Entreprises Essipit
Depuis le début, les Entreprises Essipit (pourvoiries, hébergements, croisières, campings et restauration) contribuent non seulement à accroissement significatif du niveau de vie des membres de la communauté, mais également à l’instauration, parmi ces derniers, d’un sentiment de fierté. C’est dans ce contexte que se développe, depuis plus de 25 ans, un partenariat bénéfique autant pour les Essipiunnuat que pour les résidents des collectivités voisines. À cet effet, le Conseil de bande et ses entreprises sont le cinquième employeur de la région en termes de main-d’œuvre alors que 55 % des emplois créés en Haute-Côte-Nord par ce dernier sont occupés par des Allochtones. Cela représente une injection annuelle de plusieurs millions de dollars dans l’économie régionale, facteur qui contribue largement à l’avenir collectif de l’ensemble de la population. Depuis 2004, le Conseil de la Première Nation des Innus Essipit cherche à doter son économie de fondements plus solides encore en s’appuyant sur les ressources naturelles disponibles dans son nitassinan : éoliennes, hydroélectricité, ressources forestières, minières, pêche commerciale, etc.

### Partenariats
Le Conseil de la Première Nation des Innus Essipit (CPNIE) a de nombreux partenariats économiques avec différentes entreprises de la Haute-Côte-Nord et d’ailleurs. Dans le secteur forestier, une entente de partenariat de gestion et de développement du territoire est en vigueur depuis 2009 avec Boisaco, une entreprise forestière de récolte et de transformation du bois. Cette alliance stratégique, qui touche le nitassinan des Essipiunnuat (territoire traditionnel), a été reconduite en janvier 2016. Le CPNIE est également l’un des actionnaires de Granulco, une entreprise de fabrication de granules écoénergétiques pour poêles domestiques et commerciaux et de litière équestre. L’usine, inaugurée en 2009, est située dans le complexe industriel de Boisaco dans la municipalité de Sacré-Cœur, en Haute-Côte-Nord. Essipit est aussi l’un des investisseurs, avec les municipalités des Escoumins, de Trois-Pistoles et de Notre-Dame-des-Neiges, par le biais de la Régie intermunicipale des infrastructures portuaires (RIIP), de la Compagnie de Navigation des Basques. Cette dernière opère le traversier l’Héritage I qui effectue le lien maritime entre Trois-Pistoles et Les Escoumins, sur le fleuve St-Laurent. Depuis 2001, le CPNIE est également partenaire, avec la municipalité des Bergeronnes, du projet de développement de la Pointe-à-John. Cette structure, située aux Bergeronnes et inaugurée en 2013, comprend un quai, une promenade, une aire d’interprétation, une rampe de mise à l’eau, une marina de plaisance, un débarcadère ainsi qu’une zone de stationnement. Dans le secteur des pêcheries, le CPNIE est partenaire du Groupe Namesh (usine, poissonneries et restaurants) et actionnaire, avec les Premières Nations de Pessamit et Uashat-Maliotenam, du Groupe Umek qui opère une usine de transformation du crabe. Par le Groupe Umek, Essipit détient également des parts dans les entreprises Pêcherie Manicouagan inc. (distribution) et Crabiers du Nord inc. (transformation) en plus d’être partenaire à parts égales avec la Première Nation de Pessamit des Pêcheries Nikan (bateau de pêche au crabe). Finalement, depuis 2016, le CPNIE est partenaire de Mer et Monde Écotours, une entreprise de kayak de mer qui opère également un camping. Cette dernière est située à l’Anse-à-la-Cave aux Bergeronnes, sur le nitassinan des Essipiunnuat. 

## Négociations
De nombreuses Premières Nations du Canada sont actuellement engagées dans un processus de défense de leurs droits et de leurs territoires ancestraux. Parmi ces dernières, plusieurs ont choisi la voie des tribunaux pour obtenir justice ou réparation. La Première Nation des Innus Essipit a toujours favorisé, pour sa part, la négociation d’un traité qui reconnaîtrait ses droits ancestraux et son titre aborigène. La Première Nation a choisi de s’asseoir avec des représentants des gouvernements fédéral et provincial, afin de négocier un traité qui permettra de réaliser un réel projet de société en plus d’établir une relation de Nation à Nation avec le Canada et le Québec. Cette négociation, menée par le Regroupement Petapan, est tributaire du long parcours réalisé par les Premières Nations du Québec et du Canada, particulièrement dans la décennie 1960-1970, pour la reconnaissance de leurs droits et la revendication de leurs territoires. 

### Association des Indiens du Québec
L’Association des Indiens du Québec (AIQ) a été fondée en 1965 avec, à sa tête, les chefs Andrew Delisle et Max Gros-Louis. Cette association, dont le siège social se trouvait à Wendake, avait pour objectif de faire valoir les droits des peuples autochtones auprès des gouvernements. Les premières revendications faites au gouvernement du Québec concernaient la chasse, la pêche et la taxation. À cette époque, le provincial porte peu d’attention aux démarches de cette nouvelle association, dont les différents mémoires restent sans réponse. Malgré l’ampleur de ses revendications et son importance politique grandissante auprès des Premières Nations, ce n’est qu’à partir de 1969 que le Québec entame un dialogue avec l’association, poussé par une intervention du gouvernement de Pierre-Elliott Trudeau. Parallèlement à la tenue d'une étude portant sur les conditions de vie des Autochtones au Canada, qui devait permettre au gouvernement de concevoir de nouveaux programmes pour réduire la dépendance des Autochtones à son égard, le fédéral entame une consultation sur une éventuelle révision de la Loi sur les Indiens. En juin 1969, l’aboutissement de cette entreprise est la divulgation par Jean Chrétien, alors ministre des Affaires indiennes, de la Politique indienne du gouvernement du Canada, communément appelée le Livre Blanc. Ce dernier provoquera de vives réactions de la part des organisations autochtones, dont l’AIQ, qui le rejetteront en bloc. Le Livre Blanc proposait que les Autochtones soient considérés comme des citoyens canadiens à part entière, c’est-à-dire qu’ils relèvent désormais de la juridiction des gouvernements provinciaux et territoriaux. L’application de cette politique devait en outre entraîner la disparition du ministère des Affaires indiennes sur un horizon de cinq ans. Pour l’AIQ et les Premières Nations, cette nouvelle politique, qui prônait l’abolition de la Loi sur les Indiens, était considérée comme une version canadienne de la loi américaine visant à éliminer le statut d’Indien. En plus de sa participation au mouvement de protestation contre le Livre Blanc, l’AIQ a été impliquée dès 1971 dans le dossier de la construction des barrages de la Baie-James. En 1976, lorsque le gouvernement de Robert Bourassa trouve finalement un terrain d’entente avec les Cris et les Inuits, l’AIQ cesse d’exister. C’est dans la foulée de ces événements que naîtra le Conseil Atikamekws-Montagnais.

### Conseil Atikamekws-Montagnais
Le Conseil Atikamekws-Montagnais (CAM) a été fondé en 1975. Il constitue le premier regroupement permanent de bandes amérindiennes du Québec dont fait partie la Première Nation des Innus Essipit. Formé par 11 Premières Nations de la Côte-Nord, du Saguenay et du Saint-Maurice, le CAM a pour mandat de promouvoir et défendre les droits de ses membres. En 1979, il élabore puis dépose au ministère des Affaires indiennes et du Nord canadien un texte portant sur ses revendications territoriales. En 1994, le gouvernement du Québec dépose à son tour une proposition globale, qui sera rejetée par le CAM après étude. Pendant près de 20 ans, le CAM a donc mené des interventions et participé à des négociations, afin de faire avancer la cause des Autochtones, mais en 1994, il sera finalement dissous et remplacé par le Conseil national atikamekw et, du côté innu, par le Conseil tribal Mamuitun et le Conseil tribal Mamit Innuat.

### Approche commune et Entente de principe d’ordre général
Pour la Première Nation des Innus Essipit, les négociations territoriales se poursuivent, à partir de 1995, avec le Conseil tribal Mamuitun (CTM) dont font également partie les Premières Nations de Mashteuiatsh et Pessamit. En 2000, le CTM et les gouvernements du Canada et du Québec s’entendent sur les termes d’une Approche commune qui servira de base à une future négociation. Au cours de la même année, la Première Nation de Nutashkuan se joint au CTM, qui devient alors le Conseil tribal Mamuitun mak Nutashkuan (CTMN). En avril 2002, les négociateurs du CTMN, du Canada et du Québec conviennent d’une proposition d’Entente de principe d’ordre général (EPOG) signée, en mars 2004, par les parties, soit: les chefs du CTMN, le ministre des Affaires indiennes et du Nord canadien du gouvernement du Canada et le ministre délégué aux Affaires intergouvernementales canadiennes et aux Affaires autochtones du gouvernement du Québec. L’EPOG annonce différentes orientations telles que : l’agrandissement des territoires en pleine propriété (innu-assi), l’abandon, pour les Premières Nations signataires de la Loi sur les Indiens, l’établissement d’une cogestion administrative et financière sur le Nitassinan et des règlements aux différents contentieux financiers relatifs aux expropriations historiques et à la gestion du territoire avec, en contrepartie, une éventuelle autonomie financière. L’EPOG est conçue pour favoriser la cohabitation des peuples sur un même territoire et la coexistence des gouvernements innus avec les autres gouvernements. Elle permet aux Innus de se doter de gouvernements à leur image, bien outillés et redevables à leurs citoyens.

### Regroupement Petapan
En janvier 2005, la Première Nation de Pessamit se retire temporairement du processus de négociation du CTMN. Les négociations se poursuivent tant bien que mal jusqu’au début 2011 alors que le Conseil tribal Mamuitun mak Nutashkuan change de nom pour devenir le Regroupement Petapan. Le 31 mars de cette même année, le négociateur en chef du Regroupement Petapan annonce sa démission, exaspéré par l’attitude générale du gouvernement fédéral. Lors d’une réunion subséquente, les chefs conviennent d’officialiser la fin d’emploi du personnel du Regroupement Petapan, ne laissant en place qu’une structure minimale, et de transférer ses bureaux à Essipit. En octobre 2011, après plusieurs mois de pourparlers, la reprise de la négociation est décidée à l’issue d’une réunion politique tenue à Québec, à laquelle assistaient les trois chefs du Regroupement Petapan, le ministre des Affaires autochtones du Québec et le sous-ministre aux Affaires autochtones du Canada. Lors d’une rencontre subséquente regroupant les membres de la partie innue, les chefs conviennent de nommer Me Sylvain Ross au poste de négociateur en chef pour le Regroupement Petapan. Depuis 2011, l’équipe du Regroupement Petapan s’est organisée et consolidée, décidée plus que jamais d’en arriver à la signature d’un traité qui garantira le maintien des droits ancestraux et du titre aborigène des membres, en plus de redonner aux communautés leur pouvoir de gouvernance.

## Événements à Essipit

### Pow Wow
La Première Nation des Innus Essipit a célébré, en 2015, son 50e Pow Wow. Depuis 30 ans maintenant, cette grande fête est ouverte à tous et non plus seulement aux membres de la communauté. Lors du Pow Wow d’Essipit, qui a lieu à la mi-juillet, la population est conviée à des spectacles musicaux, une parade, un brunch, une messe, des feux d’artifice et à la grande expédition Kushpinanun, une course à relais qui rappelle l’expédition des ancêtres des Essipiunnuat vers les territoires de chasse hivernaux.  

### Sommet de la Nation Innue
Les 25 et 26 février 2015, les élus des neuf communautés innues de la Côte-Nord et du Saguenay – Lac-St-Jean ont enclenché un processus d’unification de la Nation en entérinant, lors d’un sommet tenu à Essipit, la création d’un regroupement appelé Nation Innue. La volonté des élus est que Nation Innue soit l’instrument d’information et de consultation auprès des membres des communautés innues, et qu’il joue un rôle de défense et de promotion sur différentes tribunes régionales, nationales et internationales. L’organisme veut également être la voix du peuple innu auprès des instances gouvernementales, administratives et corporatives, avec pour mandat de traiter de « Nation à Nation » avec les gouvernements du Québec et du Canada. Axé vers la défense des droits ancestraux du peuple innu et la protection du nitassinan (territoire traditionnel), Nation Innue veut accompagner ses membres dans leur démarche vers l’autonomie en matière de développement économique, d’éducation, de culture, de santé et d’environnement. 

### Journée nationale des Autochtones
La journée nationale des Autochtones a lieu depuis 20 ans le 21 juin. Cette fête a été créée en 1996 par Roméo Leblanc, alors gouverneur général du Canada, à la suite de consultations auprès de divers groupes autochtones. À Essipit, cette fête est soulignée chaque année par un souper communautaire, des conférences thématiques, des activités familiales et la pratique d’artisanat auprès des jeunes.

### Course du mocassin
La Course du mocassin est une compétition amicale de course à pied qui a lieu depuis plus de 30 ans au sein de la communauté et qui prenait place, jusqu’en 2010, lors des festivités du Pow Wow. À ses débuts, la Course du mocassin se faisait avec un sac de sable sur le dos, rappelant les portages des ancêtres. Depuis 2010, la Course du mocassin est devenue un événement sportif à part entière qui convie tous les citoyens des environs à participer au parcours pour les enfants (entre 1 km et 3 km) et pour les adultes (entre 5 km et 10 km). En 2016, pour la première fois, la Course du mocassin a été réalisée en collaboration avec l’école primaire des Escoumins, permettant ainsi la participation de tous les élèves. Cette initiative avait notamment pour but l’adoption de saines habitudes de vie chez les jeunes.  

### Passage de la flamme olympique
La Première Nation des Innus Essipit a reçu la flamme olympique à l’occasion de son passage en Haute-Côte-Nord. La flamme a fait son entrée dans la communauté le 1er décembre 2010 portée par une Essipiunnuat. L’événement a été précédé d’un grand dîner au Centre communautaire montagnais d’Essipit au cours duquel les participants ont assisté à une présentation portant sur Vancouver 2010 et sur les quatre Premières Nations hôtes associées aux Jeux d’hiver. Lors de l’événement, les participants ont également eu l’occasion de déguster des mets traditionnels innus, d’admirer deux troupes de jeunes danseurs et d’écouter le teueikan (tambour traditionnel). 

### Tournois sportifs amicaux
Tout au long de l’année, différents tournois sportifs sont organisés par les loisirs de la Première Nation des Innus Essipit auxquels tous les Essipiunnuat et les citoyens des municipalités environnantes sont conviés.
- Tournoi de wallyball : trois fois par année, le terrain de racquetball du Centre communautaire montagnais est pris d’assaut par de nombreux joueurs de wallyball. Le wallyball se joue en équipe de 3 (mixte ou non-mixte), sur un terrain de squash ou de racquetball, avec des règles similaires au volley-ball, mais où les rebonds sur les murs latéraux sont permis.
- Le Centre communautaire montagnais dispose d’un salon de quilles où se déroule, à quelques reprises durant l’année, des tournois de quilles.
- En été, des tournois de balle-molle sont organisés où s’opposent les joueurs et joueuses des ligues locales et régionales.
- Depuis 2014, la patinoire extérieure de la communauté est l’hôte de la Classique hivernale Essipit, un tournoi de hockey amical qui regroupe des équipes d’hommes et de femmes de tous les niveaux.
- En saison estivale, des tournois de volley-ball de plage et de tennis attirent de nombreux adeptes.

## Infrastructures communautaires
La Première Nation des Innus Essipit possède plusieurs infrastructures communautaires qui sont mises à la disposition des membres de la communauté et des citoyens de la Haute-Côte-Nord.
- Piscine extérieure
- Patinoire extérieure
- Terrain de basket-ball
- Terrain de balle-molle
- Terrain de racquetball
- Terrain de tennis
- Terrain de volley-ball de plage
- Salle de conditionnement physique
- Salon de quilles
- Terrain de jeux pour enfants (avec modules de jeux)
- Centre communautaire montagnais

## Tourisme
La Première Nation des Innus Essipit possède plusieurs entreprises touristiques situées sur son nitassinan.
Croisières aux baleines :
- Croisières Essipit

Hébergements :
- Chalets de l’Anse-à-Jos;
- Chalets de l’Anse-à-Yves;
- Chalets Shipek;
- Chalets des Lacs à Jimmy;
- Condos Natakam;
- Mer et monde écotours;
- Camping Le Tipi;
- Camping Tadoussac.

Pourvoirie :
- Lacs à Jimmy;
- Lac Bernier;
- Club Claire;
- Lac Loup;
- Lac des Cœurs;
- Lac Gilles.

Boutique :
- Boutique d’artisanat innu Essipit.

Restaurant :
- Restaurant-Poissonnerie − Pêcherie Manicouagan

## Toponyme
La Commission de toponymie du Québec écrit à son propos : « Les Escoumins était l'appellation désignant cette réserve indienne jusqu'au 7 juin 1996, date où Essipit fut retenue comme dénomination officielle. Localisée sur la rive sud de la baie des Escoumins, à 40 km au nord-est de Tadoussac, sur la Haute-Côte-Nord, celle-ci n'occupe qu'une superficie de 0,4 km2. Bien qu'une quarantaine de Montagnais soient dénombrés dans la mission des Escoumins en 1863 et que la réserve soit officiellement créée en 1892, l'histoire des lieux remonte à une époque beaucoup plus ancienne. Les Relations des Jésuites rapportent, en effet, la présence des Excomminquois dans la région dès 1611. Ceux-ci sont cependant présentés comme une nation ennemie des Français et on les distingue nettement des Montagnais de la région qui eux sont reconnus comme amis. Cette description donne du poids à une hypothèse voulant qu'il s'agisse là d'une peuplade vraisemblablement micmaque qui, dès le milieu du XVIe siècle quittait de façon épisodique son territoire de la baie des Chaleurs pour se retrouver sur la Côte-Nord. Le nom Escoumins pourrait dès lors constituer une variante du mot Escuminac, lui-même une corruption du terme micmac Eskumunaak qui signifierait « poste d'observation, lieu de guet ». Escuminac est aujourd'hui le nom d'une municipalité située sur la baie des Chaleurs. Un autre argument milite en faveur de cette interprétation: les Montagnais ont toujours donné, en effet, à cet endroit, un nom différent de celui d'Escoumins. Dès 1664, les Papinachois connaissaient la rivière des Escoumins sous le nom d'Esseigiou. Le père Charles Arnaud qui a passé plusieurs années de sa vie chez les Montagnais affirmait aussi, au siècle dernier, que les Papinachois appelaient la rivière des Escoumins Etshipi, c'est-à-dire « la rivière aux coquilles ». Georges Lemoine l'identifie en 1901 sous le nom d'Eshipu en lui rattachant le même sens. L'anthropologue Frank G. Speck les décrit, en 1931, sous les noms d'Ecsipiwilnuts, « peuple de la rivière aux coques » ou d'Ecsibiucibuwilnuts, « peuple de la rivière des ruisseaux aux coques ». Dans son Dictionnaire montagnais-français publié en 1991, Lynn Drapeau utilise le terme Essipiu pour Escoumins et Essipiulnu pour ses habitants. Cet ouvrage permet d'ailleurs de décomposer le toponyme et le gentilé de la façon suivante : esh, « coque », terme générique pour « mollusques à coquillage », shipu, « fleuve, rivière », ilnu, « être humain». »